# Tuppkamsmålla
Tuppkamsmålla (Atriplex cristata) är en amarantväxtart som beskrevs av Alexander von Humboldt, Aimé Bonpland och Carl Ludwig von Willdenow. I den svenska databasen Dyntaxa används istället namnet Atriplex pentandra. Enligt Catalogue of Life ingår Tuppkamsmålla i släktet fetmållor och familjen amarantväxter, men enligt Dyntaxa är tillhörigheten istället släktet fetmållor och familjen amarantväxter. Arten förekommer tillfälligt i Sverige, men reproducerar sig inte. Inga underarter finns listade i Catalogue of Life.